# 顏聖紘
顏聖紘（1971年—），臺灣昆蟲學家，現為國立中山大學生物科學系副教授，研究領域為鱗翅學、昆蟲系統分類學與演化生態學。

## 生平
顏聖紘1991年進入國立中興大學昆蟲系，於1995年獲學士學位，後於國立中山大學生物科學研究所獲碩士學位。1999年赴英國帝國理工學院攻读博士学位，研究主題包括水螟亞科（Nymphulinae）和凹翅螟亞科蛾類的系統分類、螢斑蛾亞科蛾類的系統分類等，並於2002年任美國國立自然史博物館研究員。2004年取得博士学位後，他於倫敦自然史博物館任博士後研究員，同年因對鱗翅目分類的貢獻獲頒第五屆辛特曼系統動物學科學獎，後返臺任教於國立中山大學生物科學系，建立「昆蟲系統分類與演化研究室」。
顏聖紘在學術研究之餘還擔任臺灣國際生物奧林匹亞（IBO）團隊「中華民國生物奧林匹亞委員會」的成員，負責國手選拔、培訓與國際賽作業事宜。

## 議題傾向
在原住民狩獵議題上，顏聖紘發表過不少文章，並主張台灣具有複雜的原漢貿易歷史，不能對於原住民狩獵毫無規範。同時認為現行相關法規忽視狩獵的不確定性，以及在判例上給予民眾的不公平感，主張完善狩獵相關法規。2019年被網友於社群媒體批評歧視原住民後，以加重誹謗對其提告，對方到案時指顏聖紘曾針對原民狩獵等文化發表的演說、專欄文章，包括提到「射耳祭嬉鬧化」等，是對原民文化以偏概全，經檢察官判定符合言論自由不予起訴。

## 發表分類單元

### 植物
- 擬紫蘇草（Limnophila aromaticoides）[9]
- 桃園石龍尾（Limnophila taoyuanensis）[9]

### 昆蟲

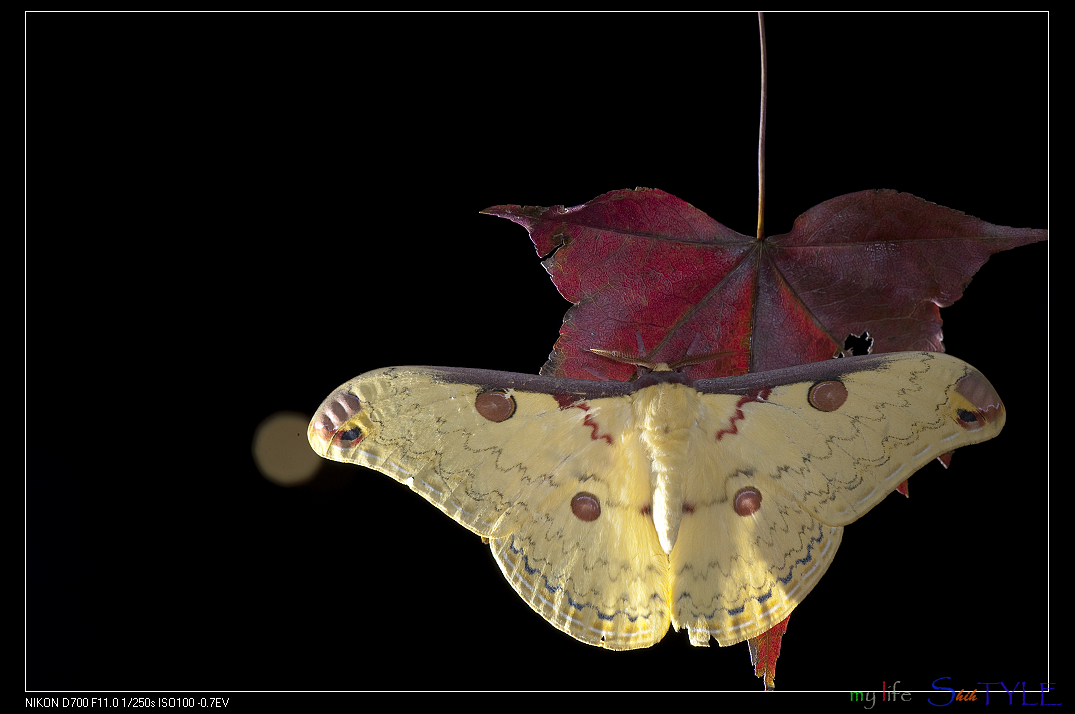
大黃豹天蠶蛾

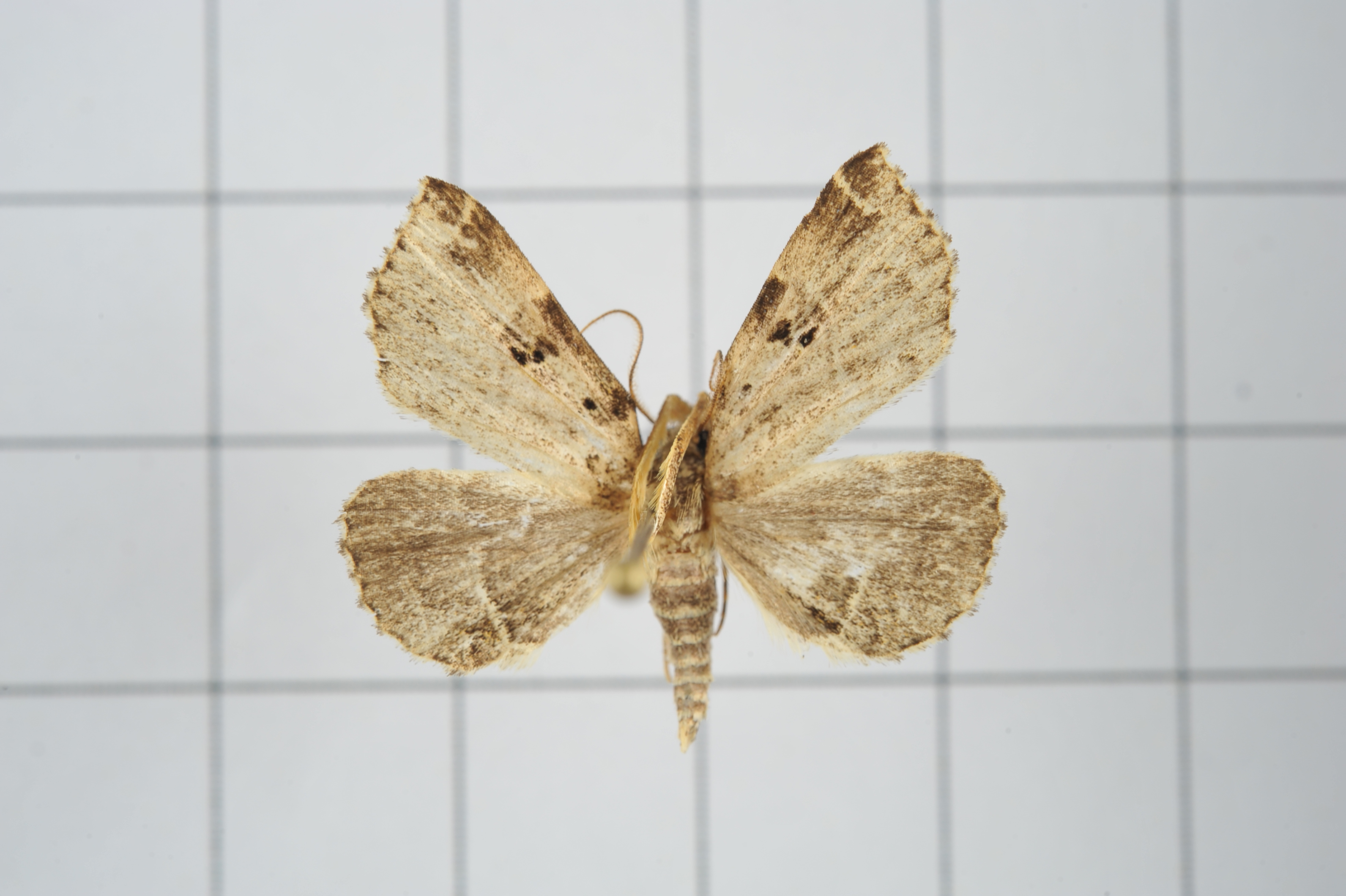
泰雅胸鬚裳蛾

#### 屬級分類單元
- 新螢斑蛾屬（Neochalcosia）：螢斑蛾亞科的新屬[10]
- Mimaporia：鳳蛾科的新屬[11]
- Austromusotima：草螟科的新屬[12]
- Siamusotima：草螟科的新屬[13]

#### 物種
- Aeolopetra lanyuensis：臺灣特有種，僅分布於蘭嶼[14]
- 楊氏淺色小豹蛺蝶（Boloria pales yangi）：臺灣特有亞種，由中興大學昆蟲系教授楊仲圖採集，今已滅絕[15]
- 白線斑網蛾（Herimba atkinsoni disconjuncta）：臺灣特有亞種[16]
- 周氏狹翅螢斑蛾（Soritia choui）：臺灣特有種[17]
- 大黃豹天蠶蛾（Loepa mirandula）：臺灣特有種[18]
- 小斜帶長喙天蛾亞種陳氏小斜帶長喙天蛾（Macroglossum ungues cheni）：臺灣特有亞種（僅分布於蘭嶼）[19]
- 天藍狹翅螢斑蛾（Soritia azurea）：臺灣特有種[20]
- 密紋波灰蝶亞種 Prosotas dubiosa asbolodes：臺灣特有亞種[21]
- 山美胸鬚裳蛾（Cidariplura shanmeii）：臺灣特有種[22]
- 酋胸鬚裳蛾（Cidariplura maraho）：臺灣特有種[22]
- 泰雅胸鬚裳蛾（Cidariplura atayal）：臺灣特有種[22]
- 宜蘭胸鬚裳蛾（Cidariplura ilana）：臺灣特有種[22]
- 忠雄貍夜蛾（Lithopolia tadaokanoi）：臺灣特有種[23]

## 參見

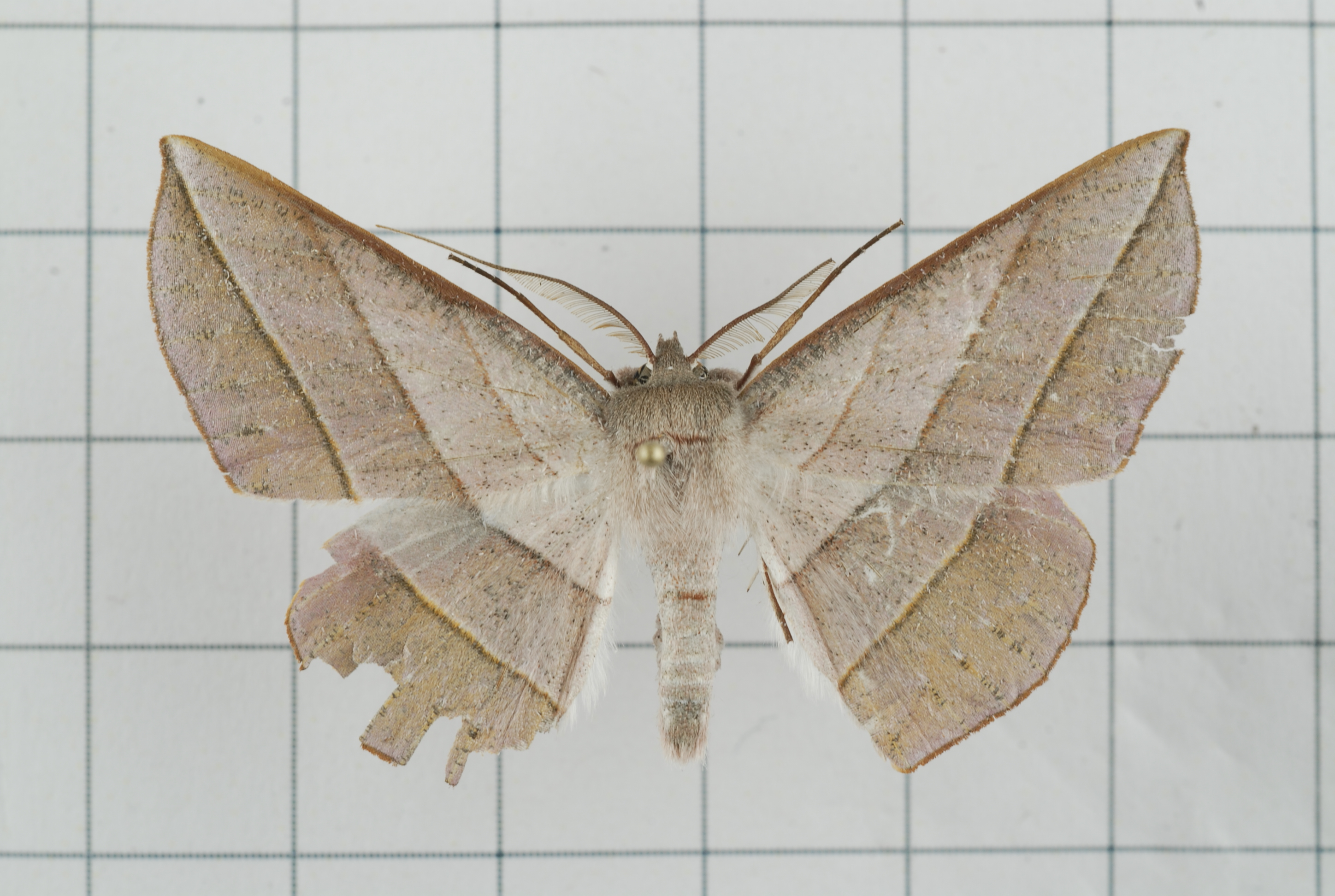
顏氏沙尺蛾

## 外部連結
- 顏聖紘實驗室網站 （页面存档备份，存于）